# シカゴ・L

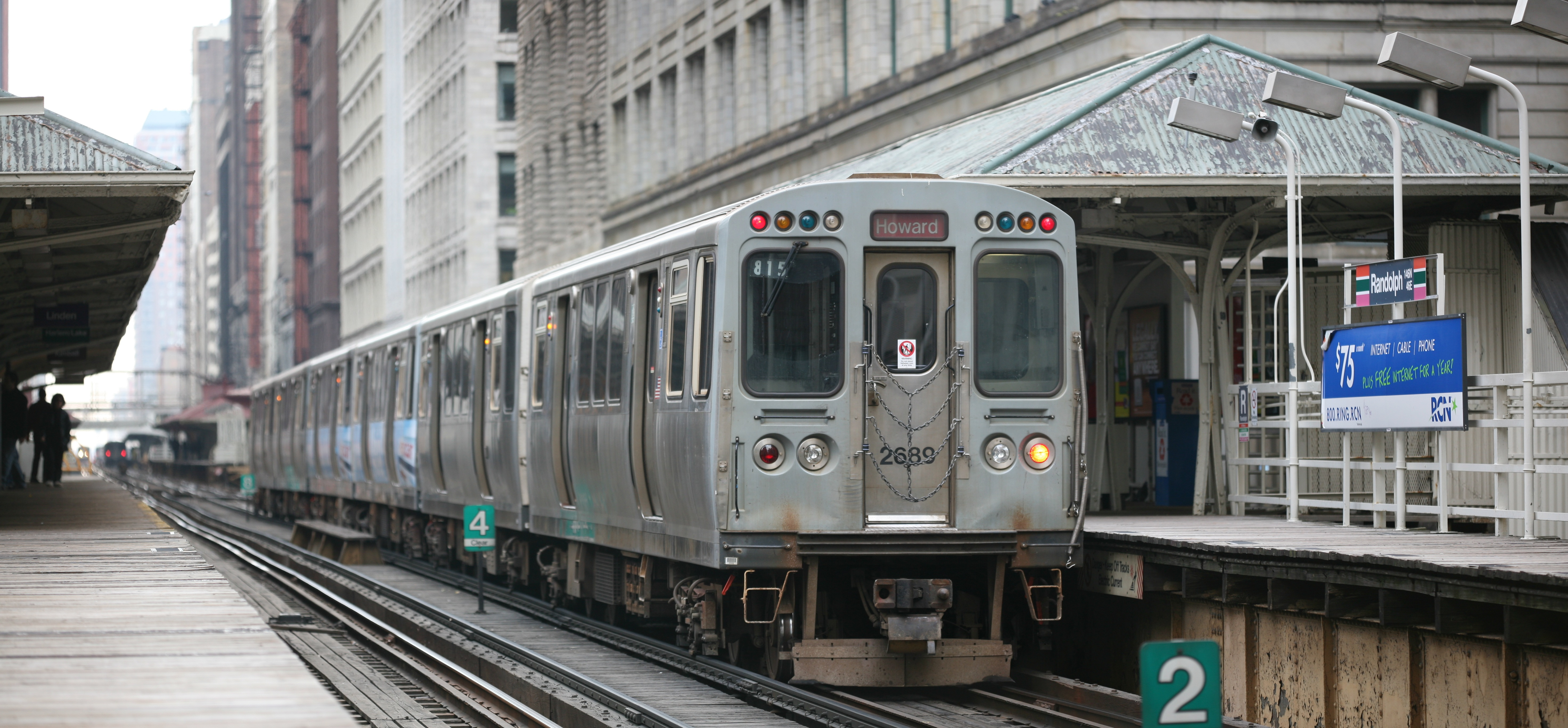
"シカゴ・L"

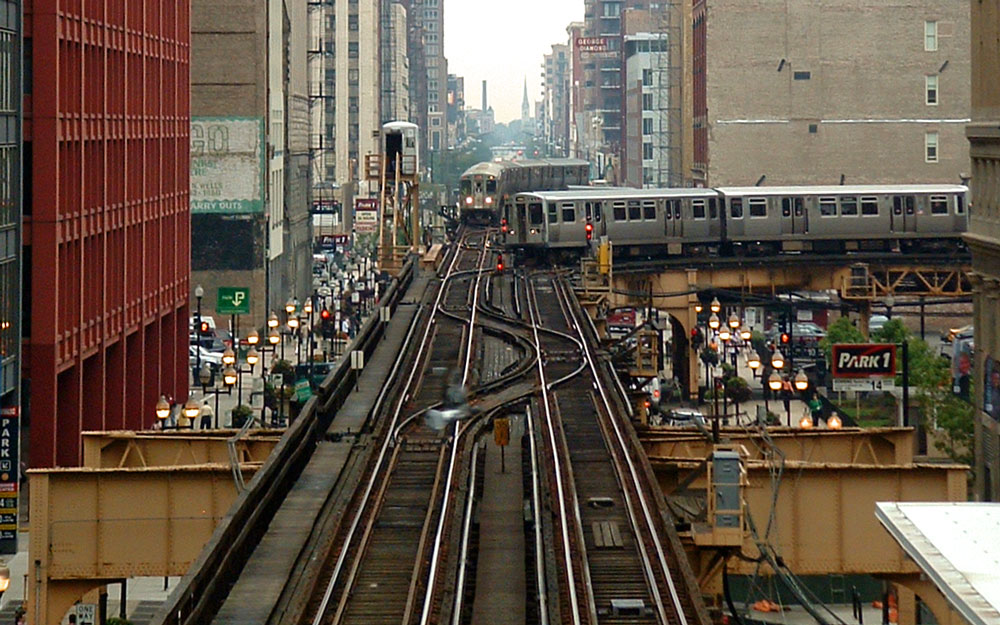
"Loop"南東部コーナーにあるTジャンクション

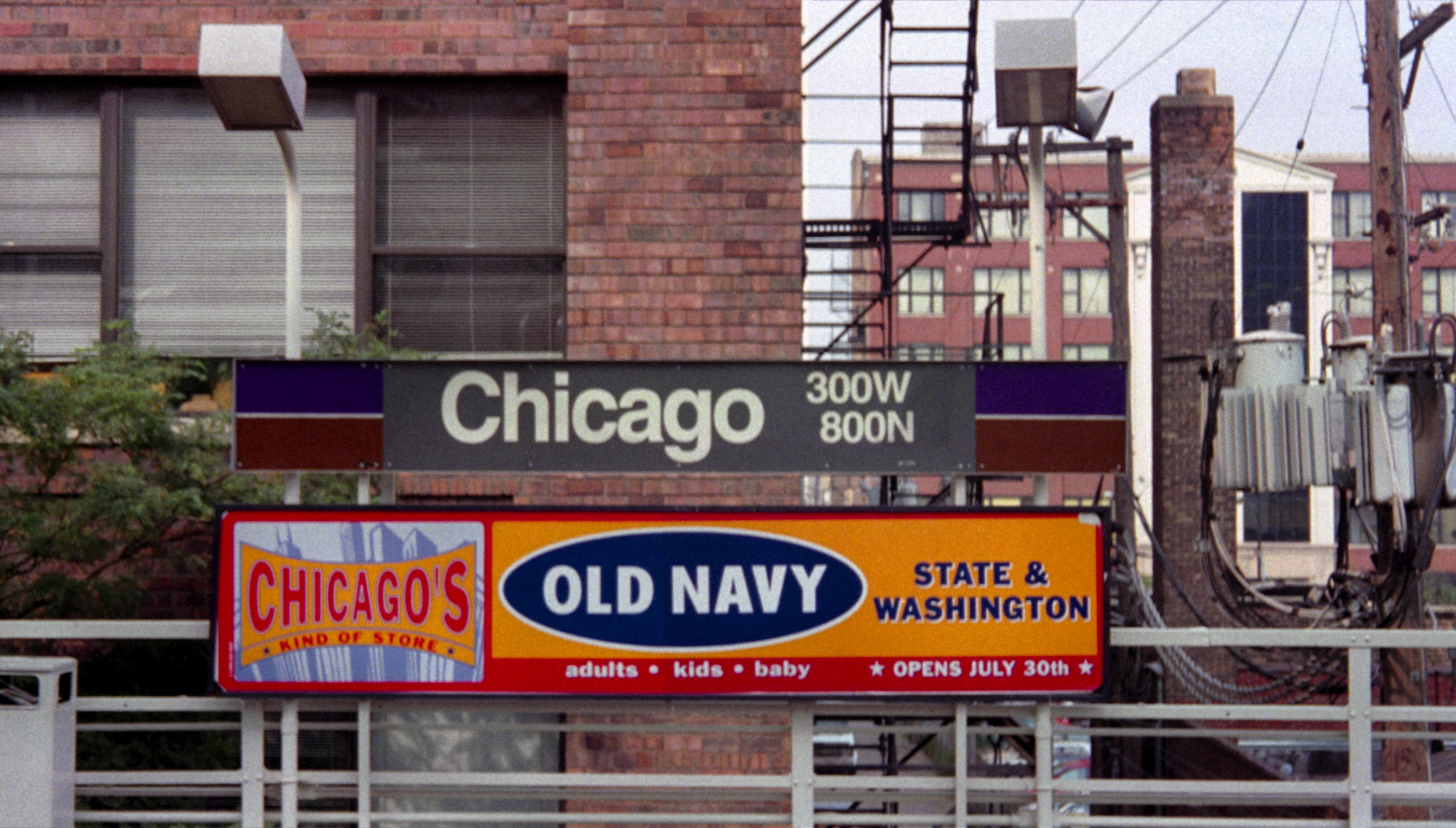
シカゴ駅(Brown/Purple Line)のサイン

シカゴ・L（Chicago 'L'）は、アメリカ合衆国イリノイ州シカゴ市のダウンタウンを走る高架鉄道及び地下鉄である。シカゴ交通局 (CTA)が路線を保有・運営している。

## 概要及び特徴
"L"は「elevated」(高架)の省略で、以前はELと表記されることもあったが、現在では"L"の呼称が一般化している。1892年の開業以来、シカゴ市を中心に8つの周辺都市に乗り入れを行っており、アメリカの中では利用者の多い鉄道の一つとなっている。なお、地下鉄の開業は1943年である。
"L"の特徴は、ダウンタウンの中心部を環状線で結び、郊外から都心部へまた都心部から郊外へスムーズに往来できるように設計されている点である。この環状線に囲まれた地区は東西に500m、南北に900mに及び、ループ(Loop)と呼ばれている。
レッドラインとブルーラインはニューヨーク市地下鉄と同じく、24時間運行を行っている。

## 路線一覧
1993年より路線名が色別となり、現在に至っている。レッドラインとブルーラインの都心部のみで地下区間を走り、それ以外の区間は全て地上(高架)を走っている。
ループを走る路線のうち、オレンジライン・パープルライン (ラッシュ時)・ブラウンライン・ピンクラインはループ全線を走る。ブラウンラインのみが反時計回りで、他路線は時計回りで、それぞれループを循環する。またグリーンラインはループの一部の区間(北辺=Lake Street、及び東辺=Wabash Avenue)を走行している。
各路線の詳細は、en:List of Chicago Elevated stationsを参照。
- レッドライン: Howard - (都心地下) - 95th/Dan Ryan

都心を縦断し、南北に走る路線。北にシカゴ・カブス本拠地のリグレー・フィールド、南にシカゴ・ホワイトソックス本拠地のギャランティード・レート・フィールドに隣接・近接する駅を有する。24時間年中無休。
- ブルーライン: O'Hare Airport - (都心地下) - Forest Park

北西のシカゴ・オヘア国際空港から都心へ向かい、ループの地下部を走った後、西部郊外へ抜ける。24時間年中無休。
- オレンジライン: Midway - (ループ/時計回り) - Midway

南西のシカゴ・ミッドウェー国際空港とループを結ぶ。
- グリーンライン: Harlem - (ループ/一部区間のみ) - Garfield - Ashland/63rd (- East 63rd)

西部郊外からループを経由して南部郊外へ走る。
- パープルライン: Linden - Howard （緩行線）Linden - Loop　(急行線)

北部のLinden駅とHoward駅を結び、エバンストン周辺を中心する路線。月曜～金曜の通勤時間帯は急行運転。
- ブラウンライン: Kimball - (ループ/反時計回り) - Kimball

北西部郊外とループを結ぶ。
- イエローライン: Skokie - Howard

北部の赤線/紫色の線と接続する支線。
- ピンクライン: 54th/Cermak - (ループ/時計回り) - 54th/Cermak

西部郊外とループを結ぶ。

## 運賃
2021年8月18日現在、地下鉄および高架鉄道においては、ICカードで初乗り2.50ドル、切符で3ドル。
バスにおいては、ICカードで初乗り2.25ドル、現金で2.50ドル。
二時間以内の乗換は初回25セントの均一料金・2回目無料。改札口内の乗換、あるいは一定駅での"L"路線間での乗換は無料。
オヘア国際空港駅で乗車する場合5ドルの特別運賃に適用。
大人と同乗する場合に限り、7歳未満の子供は無料で乗車できる。また、7歳以上12歳未満の児童は小児運賃に適用。

## 車両

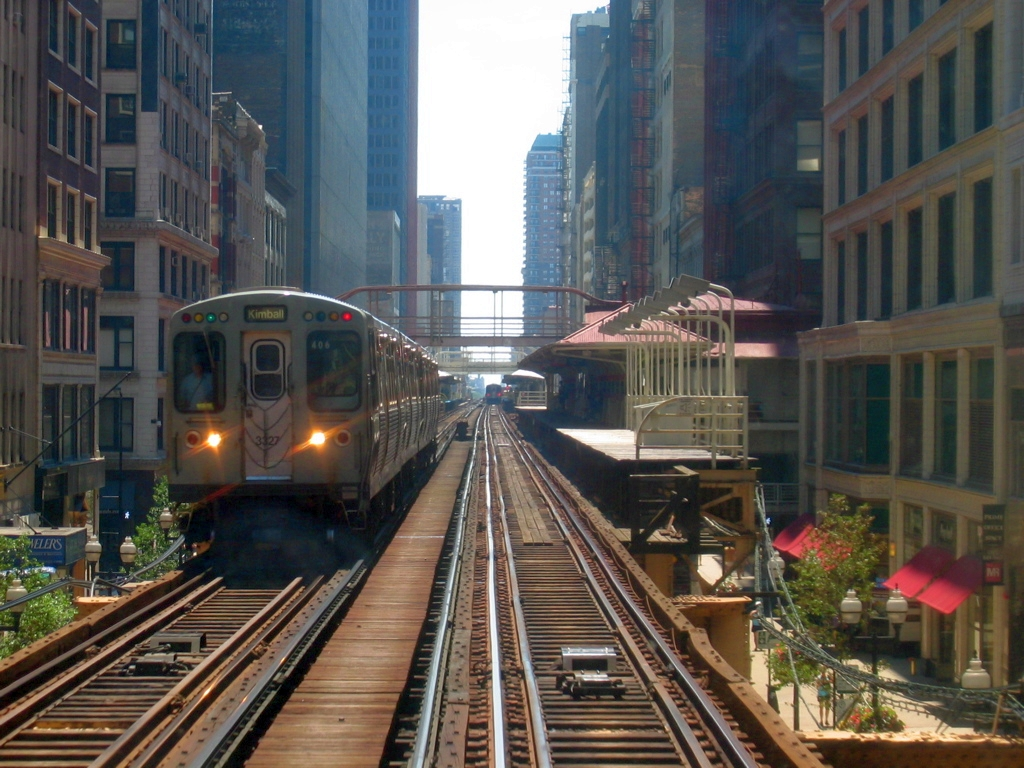
3200系電車

CTAは鉄道車両を1190両保有している。直流600ボルト・第三軌条方式を採用し、全ての車両が全長48フィート3インチ（14.71 m）、全高12フィート（3.66 m）の片運転台車両で、2両固定編成を組み、これを複数編成併結して運用される。
現在"L"で運用中の形式は以下の4形式。車両は所属路線が決められており、一路線には最大2形式の車両しか使用されない。
- 2600形 - 1981年から1987年にかけてバッド社で600両を製造。GE製直流モーターを採用。
- 3200形 - 1992年から1994年にかけてモリソン＝クヌーセン（英語版）で257両を製造。GE製直流モーターを採用。
- 5000形 - 2009年から2015年にかけてボンバルディア・トランスポーテーションで714両を製造。ボンバルディア製VVVF制御交流モーターを採用[1]。
- 7000形 - 2021年から中国中車青島四方機車車輛で製造（2016年に受注[2]）。シーメンス製VVVF制御交流モーターを採用

1969年製造の2200系は2013年に、1976年製造の2400系は2014年に営業運転を終了した。

## 他の交通機関との接続

### 空港への接続
- "L" はオヘア国際空港 (Blue Line) 及び ミッドウェー国際空港 (Orange Line) の両方に直接接続している。

### 長距離列車、都市間バスへの接続
アムトラック(Amtrak)・メトラ(Metra) の鉄道、及びグレイハウンドバスとの直接の接続はない。ダウンタウン主要ターミナルへの"L"からの最寄駅は以下の通り。
- シカゴ・ユニオン駅 (Union Station)

アムトラックのシカゴ発着全路線、及びメトラの一部路線のターミナル。"L" のClinton駅(Blue Line)から北へ2ブロック、又はQuincy駅 (ループのBrown/Orange/Pink/Purple Line) から西へ3ブロック。
- シカゴ・オギルビー・トランスポーテーション・センター (Ogilvie Transportation Center、旧・ノースウエスタン駅)

メトラのターミナル。"L" のClinton駅 (Green/Pink Line) から南へ2ブロック、又はWashington駅 (ループのBrown/Orange/Pink/Purple Line) から西へ3ブロック。
- シカゴ・ミレニアム駅 (Millennium Station、旧・ランドルフ駅)

メトラ及びサウスショアー線のターミナル。"L" のRandolph駅 (ループのBrown/Orange/Green/Pink/Purple Line) から東へ2ブロック。
- シカゴ・ラサール・ストリート駅 (LaSalle Street Station)

メトラのターミナル。"L" のLa Salle駅 (Blue Line) 近く、又はLa Salle駅 (ループのBrown/Orange/Pink/Purple Line) から南へ1ブロック。
- ダウンタウン・シカゴ・グレイハウンド・バスターミナル

"L" のClinton駅 (Blue Line) から南西へ2ブロック。

### 郊外における"L"とメトラの乗換え駅
- メインストリート、Purple Line / メインストリート、メトラ UP-N
- デービスストリート、Purple Line / メインストリート、メトラ UP-N
- アービングパーク、Blue Line / アービングパーク、UP-NW
- Montrose、Blue Line / Mayfair、メトラ MD-N
- ジェファーソンパーク、Blue Line / ジェファーソンパーク、UP-NW
- Kedzie、Green Line / Kedzie、UP-W
- ハーレム、Green Line / オークパーク、UP-W
- ウエスタン、Pink Line / ウエスタンアベニュー、BNSF
- Damen、Brown Line / Ravenswood、メトラ UP-N

## ゲーム
- 2006年12月21日発売のプレイステーション3用ソフト「Railfan」にてシカゴ・LのBrown Lineのループ区間が収録されている。また、同時期に「電車でGO!」のモバイル版で同路線が収録されている。
- 2013年発売のPlayStation 3・4、Windows、Wii U、Xbox 360・One用ソフトウォッチドッグスの中では、ゲーム内のシステムで統括制御されているという設定となっており、主人公がハッキングすることが出来る。ただし車両は実車を模しておらず、ニューヨーク市地下鉄に似た電車が走行している。

## ギャラリー

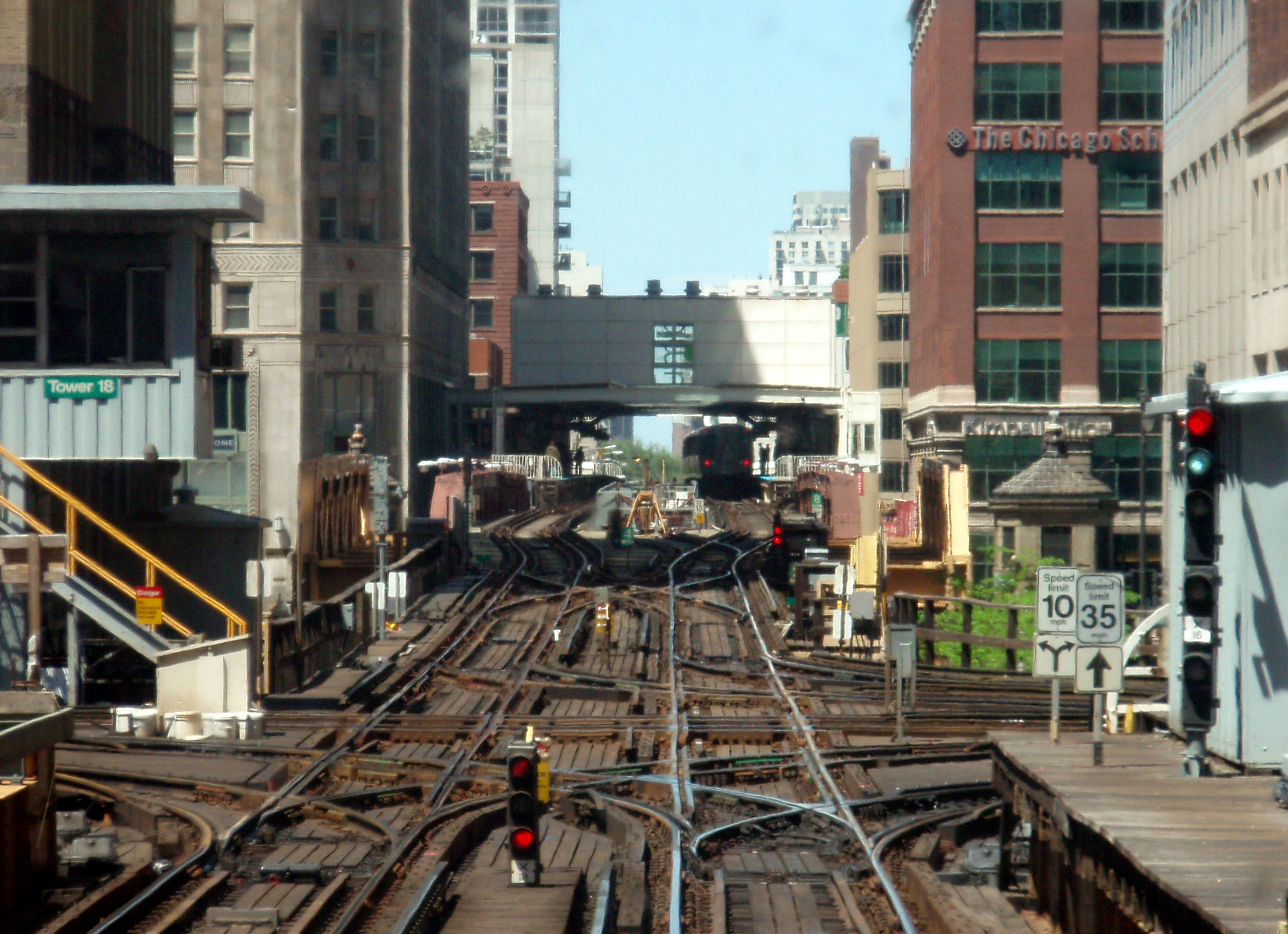
Purple、Brown、Pink、Green、Orangeのダイヤモンドクロッシング
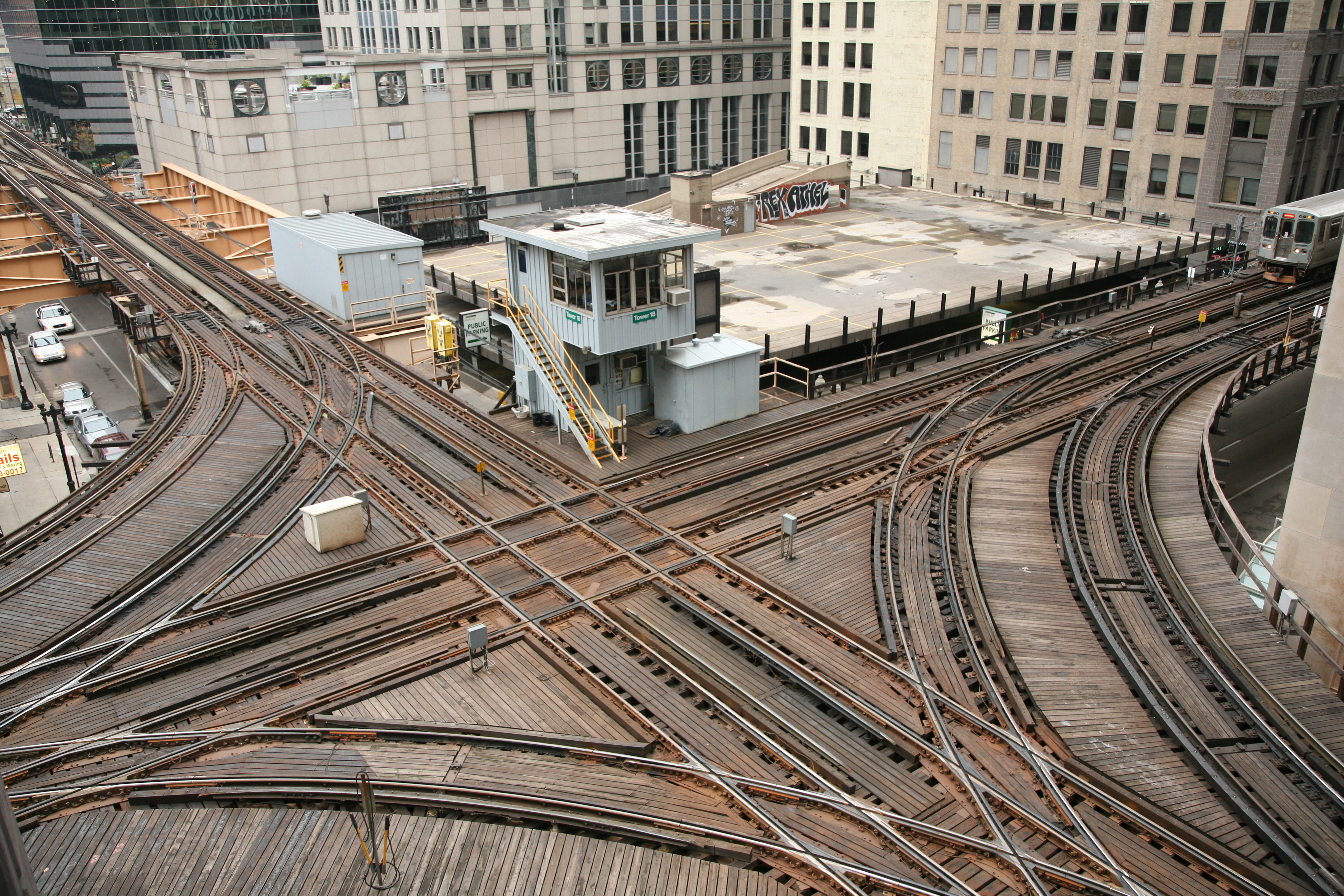
ループ北西部にあるダイヤモンドクロッシングとコントロールタワー
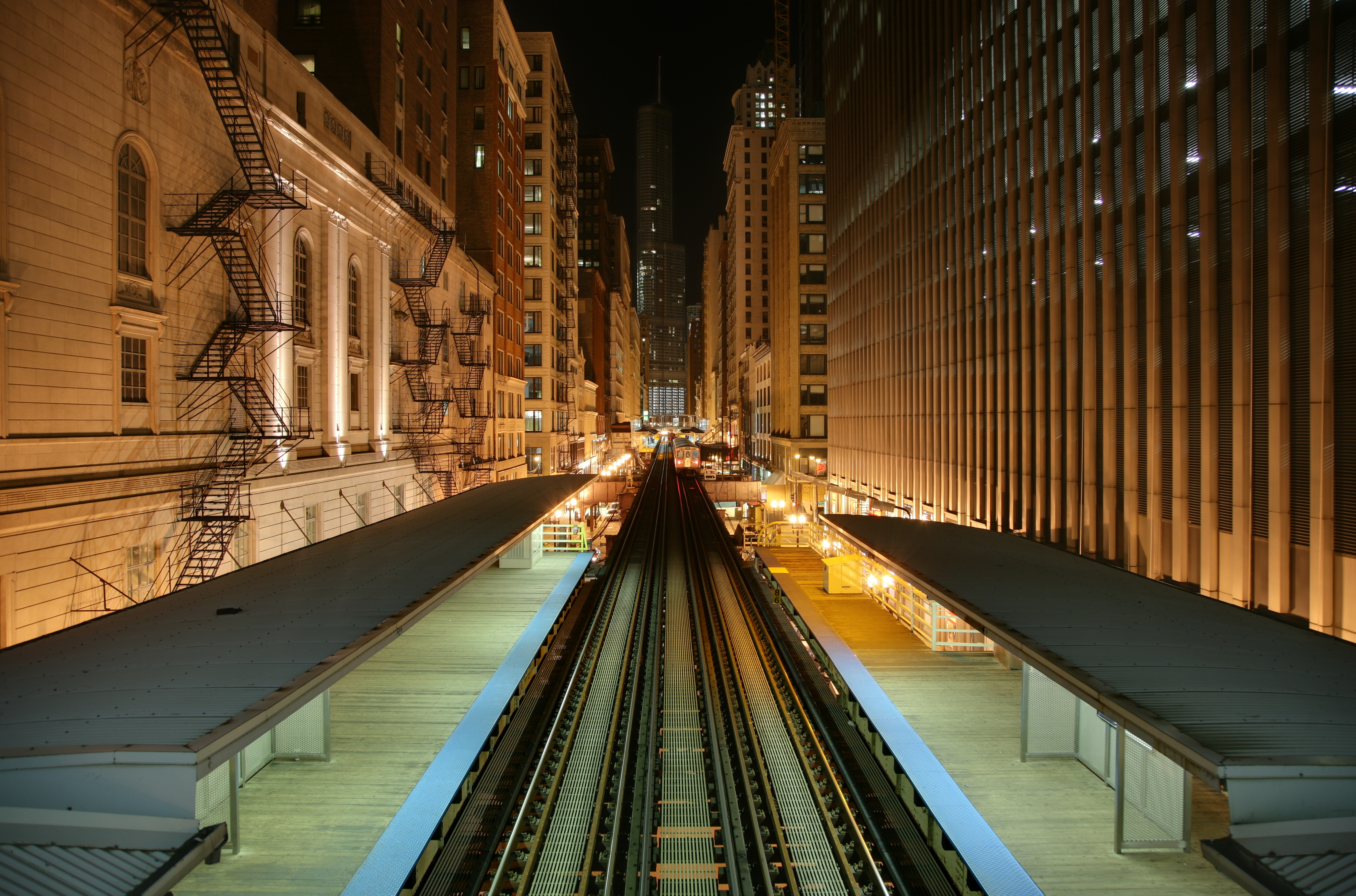
夜のAdams/Wabash駅から北を望む
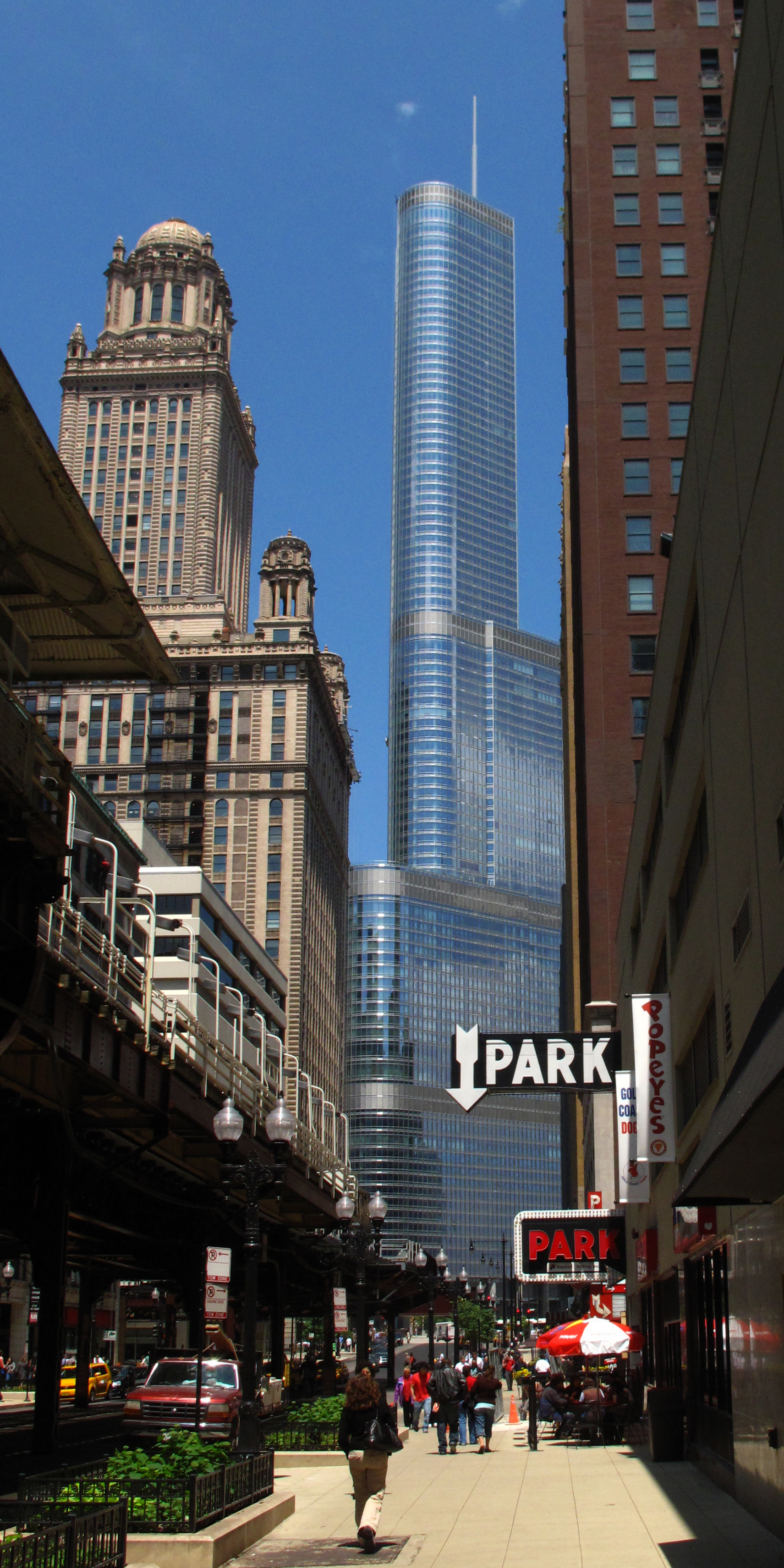
地上から高架鉄道を望む